# Donnell O'Brien
Donnell O'Brien (mort en 1579), prétendant au titre de comte de Thomond de 1553 à 1558 et de 1563 à 1564.

## Biographie
Domhnal mac Conchobhair anglicisé en Sir Donnell O'Brien est un chef gaëlique issu de la lignée du royaume de Thomond. Donnell est le fils cadet de Conchobhar mac Toirdhealbaig Ó Briain et il exerce la fonction de shérif du comté de Clare.
En 1553 à la mort de son frère Donough O'Brien le 2e comte de Thomond il s'oppose à l'accession de son neveu Connor à la tête de la famille O'Brien en s'appuyant sur la coutume celtique de la tanistrie il est désigné comme  « Le O'Brien » chef du clan, mais sa tentative d'obtenir la reconnaissance par la couronne royale échoue. Il n'est pas investi du titre comtal mais reçoit seulement celui de « chevalier » comme signe de la faveur royale.
Son refus d'accepter l'autorité de son neveu amène le Lord Lieutenant d'Irlande Thomas Radclyffe, 3e Comte de Sussex à conduire les forces de la couronne dans le comté de Clare afin de soutenir le comte Connor et Sir Donnel est débouté de ses prétentions en 1558. Après le départ des troupes du comte de Sussex, Sir Donnell est vainqueur du comte et de ses alliés lors de la bataille de Spancel Hill en 1559. L'année suivante les armées de la Couronne anglaise reviennent apporter leur appui au comte de Thomond. Les combats se poursuivent dans la région jusqu'à ce qu'un accord soit finalement conclu en 1564 par lequel Connor O'Brien est confirmé comme 3e comte de Thomond mais  Sir Donnell conserve un statut d'indépendance.